# Christine Badertscher
Christine Badertscher (Sumiswald, 11 gennaio 1982) è una politica svizzera dei Verdi Svizzeri. Dal 2019 è membro del Consiglio nazionale per il Canton Berna.

## Biografia
Presentatasi alle elezioni federali del 2019, venne eletta Consigliera nazionale per il Canton Berna con 45 125 voti, ventunesima tra i candidati eletti più votati del cantone. Alle elezioni federali del 2023 venne confermata risultando la diciottesima eletta più votata con 52 719 preferenze.
È vicepresidente della sezione cantonale bernese dei Verdi Svizzeri.